# François-Joseph Crussaire
François-Joseph Crussaire, né à Briquenay le 2 novembre 1759 et mort à Paris le 3 avril 1831, est un dessinateur, graveur et éditeur français.

## Œuvres
- L'Urne mystérieuse, eau-forte, 21 × 15 cm, à Paris, chez Jagot, vers 1795 (BNF 40253731), lire en ligne sur Gallica.